# اچ‌ام‌اس اسکات (۱۹۱۶)
اچ‌ام‌اس اسکات (۱۹۱۶) (به انگلیسی: HMS Ascot (1916)) یک کشتی بود که طول آن ۲۳۵ فوت (۷۲ متر) بود. این کشتی در سال ۱۹۱۶ ساخته شد.